# Orangutanger
Orangutanger (Pongo) är ett släkte som tillhör människoaporna och som finns i Malaysia och Indonesien. De har långa armar och rödaktigt, ibland brunaktigt, hår.
Namnet kommer ifrån det malajiska och indonesiska uttrycket Orang Hutan som betyder skogsmänniska. Orangutanger lever nästan hela livet i träden i regnskogarna på Borneo och Sumatra. Till skillnad från de andra två stora människoaporna (gorillor och schimpanser) som finns i Afrika, lever orangutangen i Asien och uteslutande på de två nämnda platserna.

## Systematik
Orangutangerna är ett släkte, Pongo, och utgör de enda levande arterna inom underfamiljen Ponginae. Idag delas släktet oftast upp i tre arter, som trots påtagliga genetiska skillnader, är relativt lika till utseendet. De största anatomiska skillnaderna märks hos de stora hanarna.
De tre arterna är:
- Borneoorangutang (Pongo pygmaeus) – förekommer på Borneo
  - P. p. pygmaeus - förekommer på nordvästra Borneo
  - P. p. morio – förekommer på nordöstra och östra Borneo
  - P. p. wurmbii förekommer på sydvästra Borneo
- Sumatraorangutang (Pongo abelii) – förekommer på norra Sumatra
- Tapanuliorangutang (Pongo tapanuliensis) – förekommer i regionen Tapanuli, söder om Tobasjön, på Sumatra[4]

Underfamiljen Ponginae omfattar även de utdöda släktena Gigantopithecus och Sivapithecus. Orangutangen är ett officiellt delstatsdjur i Sabah i Malaysia. Länge trodde man att orangutangerna utgjorde en art. Uppdelningen i de två arterna Borneoorangutang och Sumatraorangutang, skedde genom studier av DNA 1996 och att populationen i regionen Tapanuli utgör en egen art upptäcktes först 2017.
Släktets vetenskapliga namn Pongo myntades av den engelska upptäcktsresanden Andrew Battell för stora apor från Angola. Det användes under längre tid för alla stora människoapor för att slutligen enbart omfatta orangutanger.

## Utseende
Arterna når vanligen en kroppslängd (huvud och bål) av 125 till 155 cm och vissa stora hanar blir 180 cm långa. När orangutanger sitter är de cirka 70 till 90 cm höga. Med en genomsnittlig vikt av 50 till 90 kg är hanar tydligt större än honor som når 30 till 50 kg. I fångenskap blir de ännu tyngre. Där väger honor cirka 65 kg och hanar omkring 145 kg. Enskilda hanar hade en vikt upp till 200 kg.
Orangutangernas toviga päls är rödaktig till rödbrun. De har ganska korta bakre extremiteter men armarna är långa. När de sträcks ut åt varje håll kan avståndet mellan fingertopparna vara 225 cm. Vid kinderna finns svullnader som är tydligast hos hanar. Hos Sumatraorangutang är dessa svullnader ofta täckta av fina vita hår.

## Ekologi
Dessa primater lever i skogar i låglandet och i bergstrakter upp till 1500 meter över havet. De klättrar främst i växtligheten och är aktiva på dagen. Före natten bygger de ett slags sovplats av grenar, kvistar och blad. Ibland används denna plats flera nätter. Orangutanger iakttogs när de skyddade sig för regnet med hjälp av stora blad eller av kvistar med mycket löv. De använde även pinnar för att gräva i marken, i strider mellan olika individer och för andra ändamål. Däremot är de inte lika skickliga att använda redskap som bonobo och schimpanser.
Orangutanger klättrar med fyra extremiteter i träd eller de svänger sig framåt med armarna. I de sällsynta fall när de kommer ner till marken går de på fyra extremiteter. I motsats till schimpanser och gorillor går de inte på händernas knogleder.
Arterna äter främst frukter, särskild fikon är betydande matkällor. Dessutom ingår andra växtdelar, insekter, fågelägg och mindre primater (tröglorier) i födan. Ibland intar orangutanger jord för mineralernas skull.
Individerna lever antingen ensam eller i små flockar. Det senare gäller främst för honor. Under 1970-talet registrerades 13 till 15 olika läten som används för kommunikationen. Det sociala bandet stärks dessutom med ömsesidig pälsvård. Honor får sin första unge tidigast vid 12 års ålder och sedan har de kullar med 7 till 8 år mellanrum. Dräktigheten varar i genomsnitt 245 dagar och sedan föds oftast en unge, sällan tvillingar. Ungen väger vid födelsen 1,5 till 2 kg och håller sig fast i moderns päls vid buken. Äldre ungdjur rider vanligen på moderns rygg. Efter cirka 3,5 år slutar honan med digivning. Självständiga hanar vandrar till andra regioner längre bort från moderns revir.
I fångenskap kan orangutanger bli över 50 år gamla.

## Hot och status
Alla tre arter av orangutang kategoriseras som utrotningshotade. Där det tidigare fanns miljoner orangutanger på Borneo och Sumatra återstår idag runt 50 000 vilda orangutanger. Människan är det främsta hotet. Genom skövling av regnskog försvinner orangutangens biotop och möjlighet att hitta föda. En stor del av regnskogen skövlas illegalt och träet används till möbler och liknande, samtidigt som marken förvandlas till plantager. När regnskogen ersätts av jättelika palmoljeplantager tvingas orangutangerna in i områden med människor i jakt på mat. På oljepalmsplantagerna ses orangutangen som ett skadedjur som äter upp de värdefulla oljepalmernas frukter och skott. Därför dödas ofta orangutanger som tar sig in på plantagerna. Deras ungar tillfångatas och säljs på den illegala marknaden. Ibland exporteras de till andra länder i Asien där de används till underhållning, eller hålls instängda som husdjur.
Ett annat hot är de ökade skogsbränderna. De enorma bränder som härjade Indonesien 1997-1998 drabbade orangutangerna mycket hårt och det uppskattas att en tredjedel av orangutangerna dog i bränderna.

### Skydd av orangutangen
Det finns flera organisationer och personer som arbetar med att bevara orangutangerna. På Borneo bedriver BOS (Borneo Orangutan Survival) Foundation flera projekt för att rehabilitera unga föräldralösa orangutanger. Med hjälp av bland annat insamlade medel från den svenska organisationen Save the Orangutan kan orangutangerna tränas för att kunna återvända till regnskogen. Men för att orangutangen ska kunna överleva i framtiden krävs det att regnskogen skyddas. Den indonesiska regeringen säger sig beskydda viktiga delar av den primära regnskogen, men i verkligheten kan många företag skövla skogen utan att riskera några allvarliga legala påföljder.

## Bildgalleri

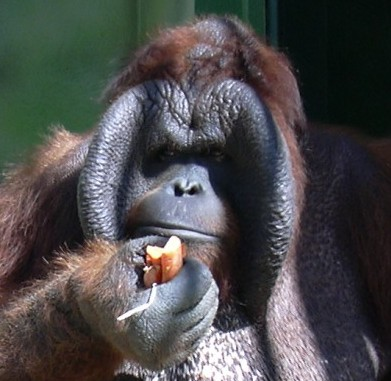
Huvud av en hane från Borneo med tydlig synliga svullnader vid kinden.
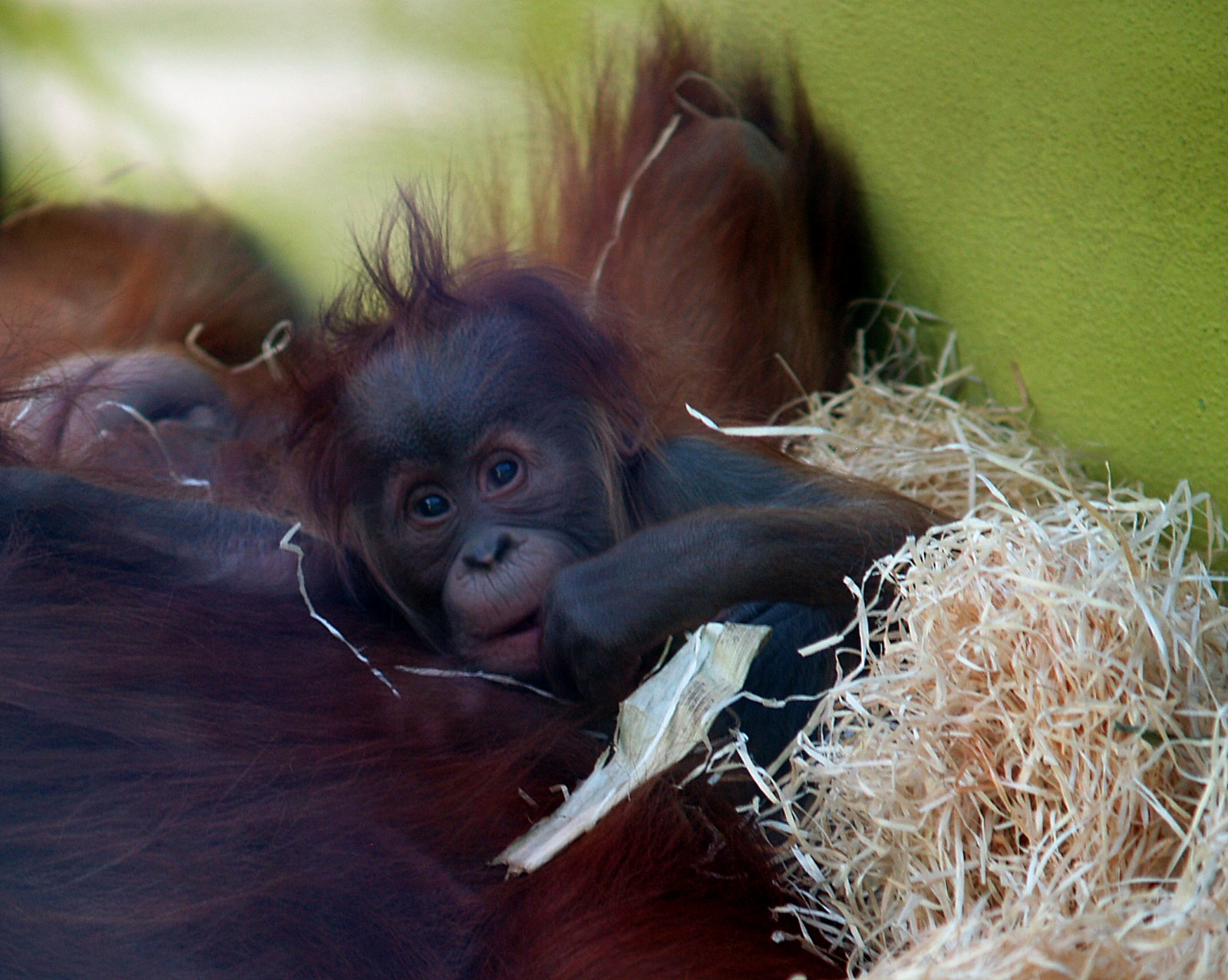
Ungdjur på moderns mage
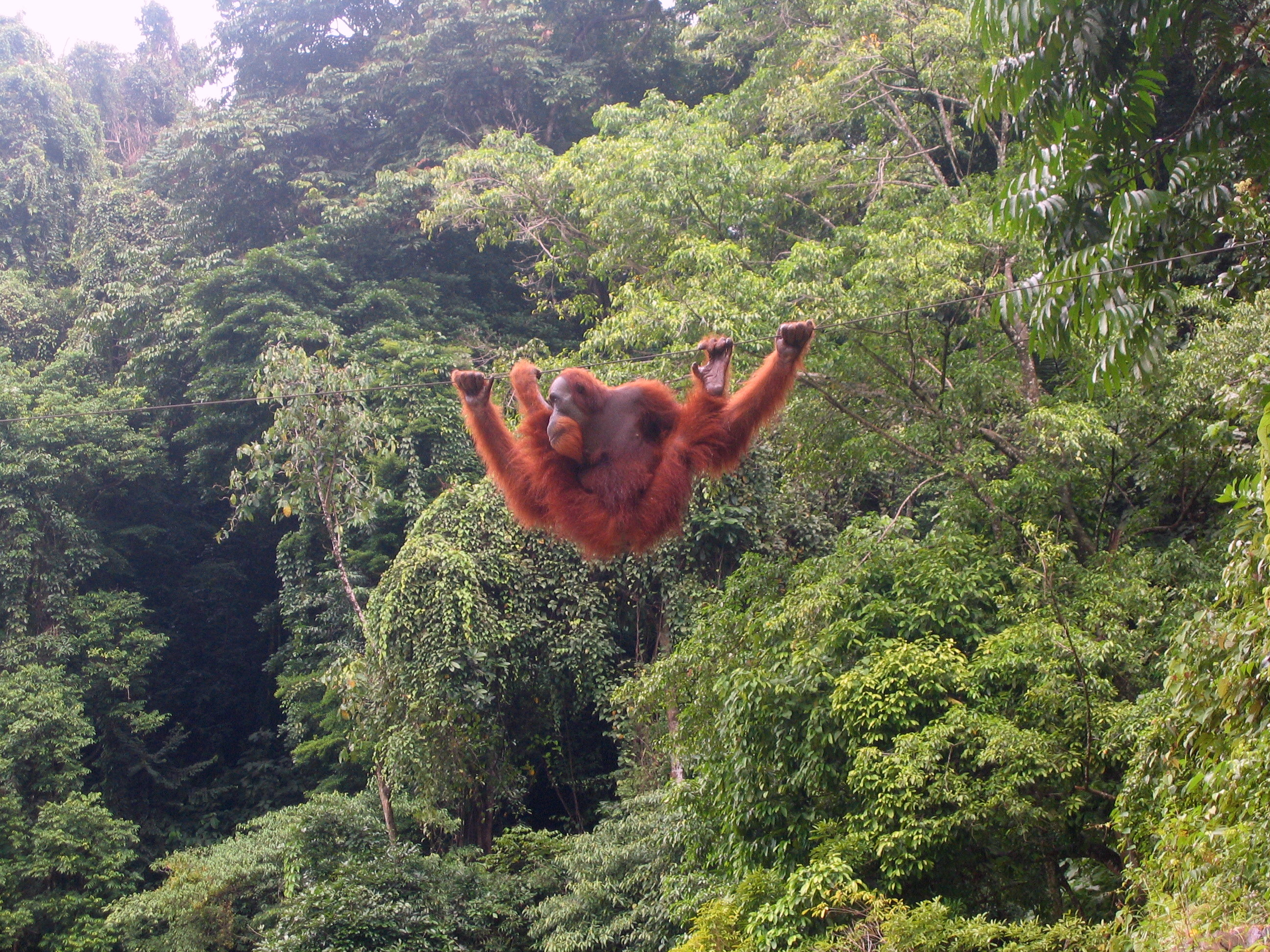
Klättrande orangutang på Sumatra
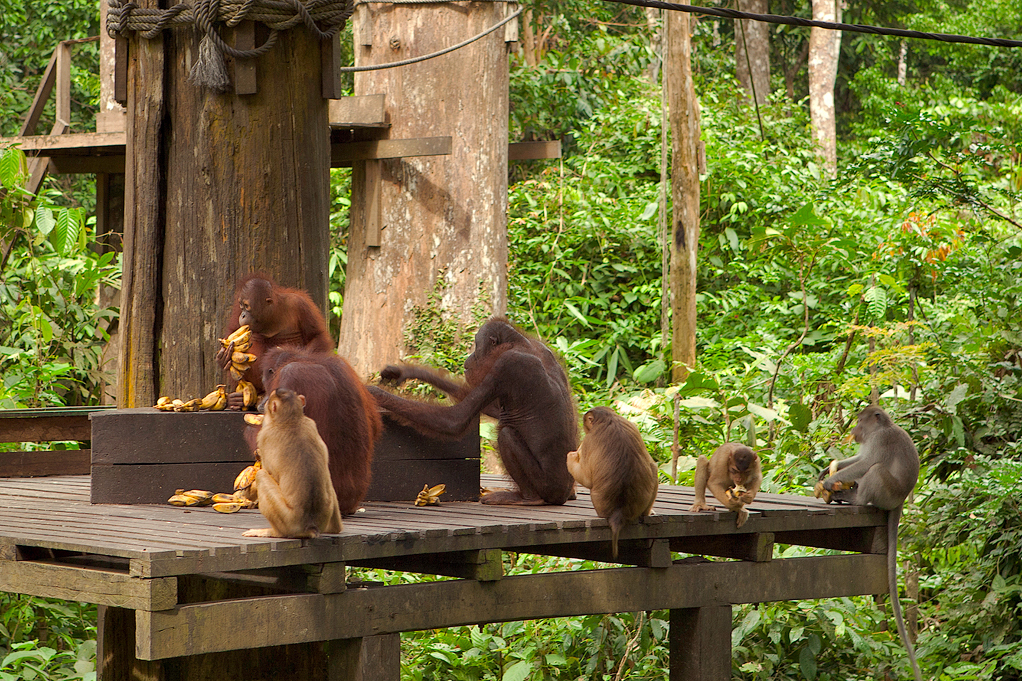
Orangutanger vid Sepilok rehabilitation center på Borneo.
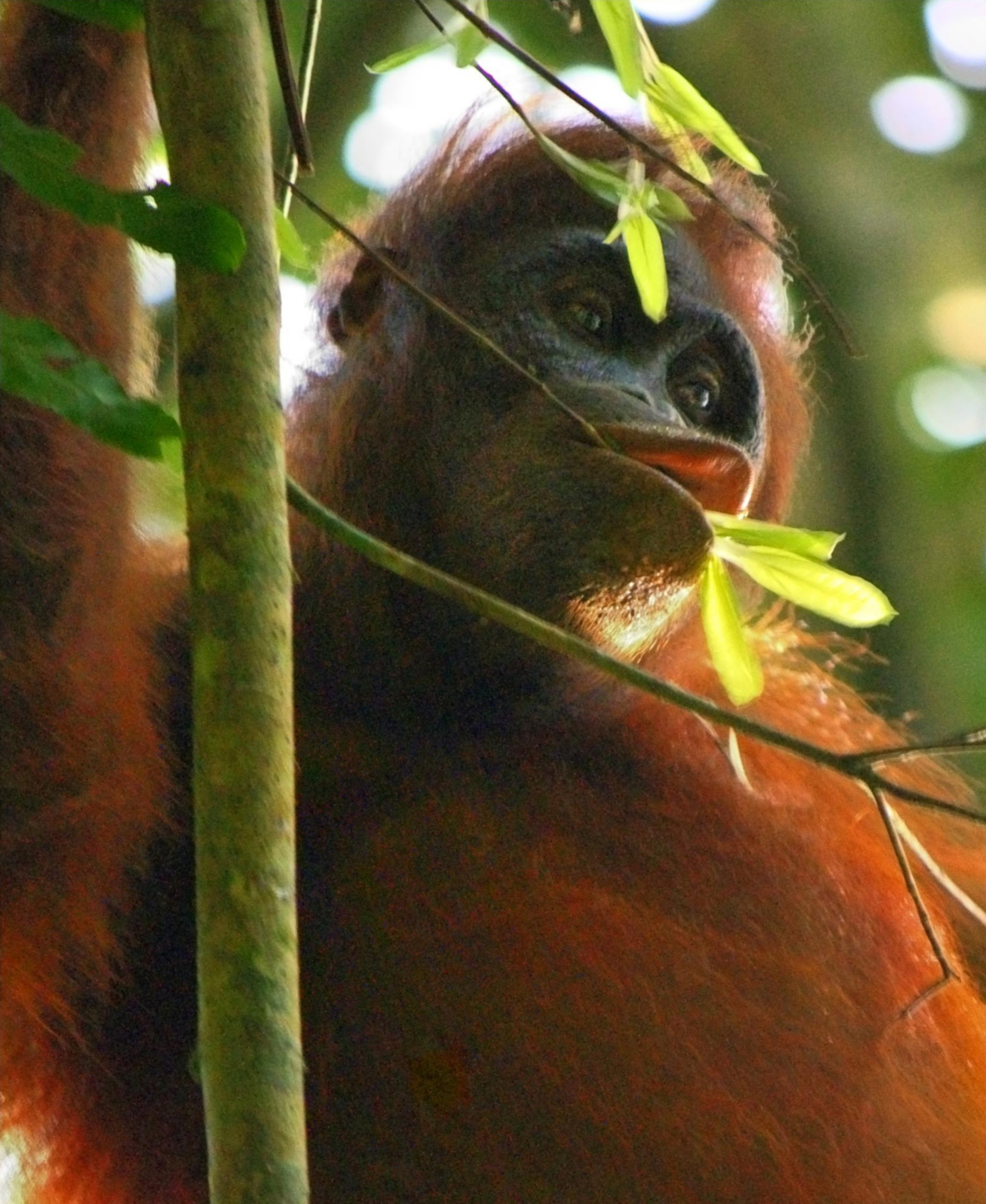
Orangutang fotograferad i Kutai nationalpark på Borneo.
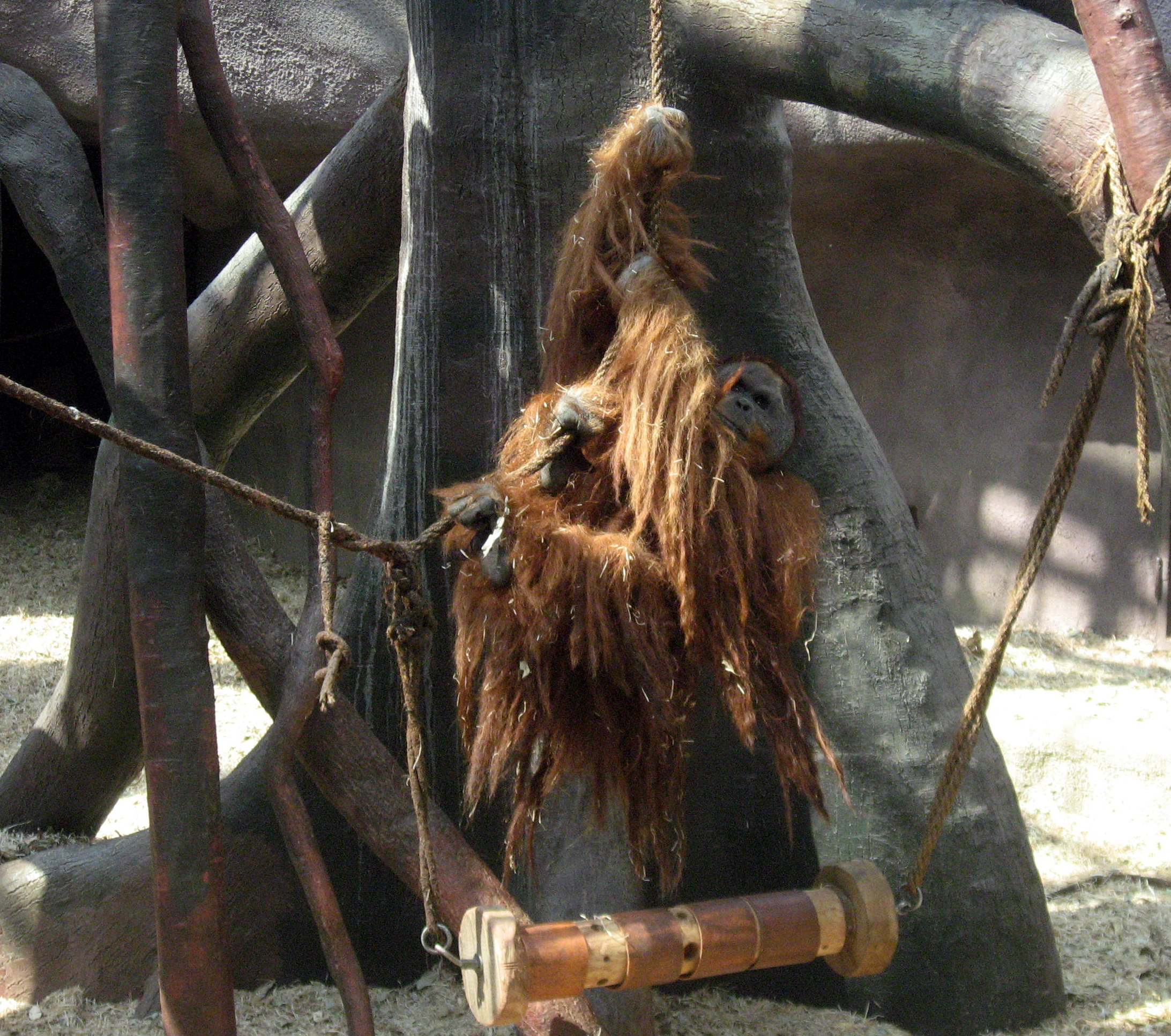
Djurparksbild på orangutang av utrotningshotade arten Sumatraorangutang, Pongo abelii.

## Orangutanger i kulturen

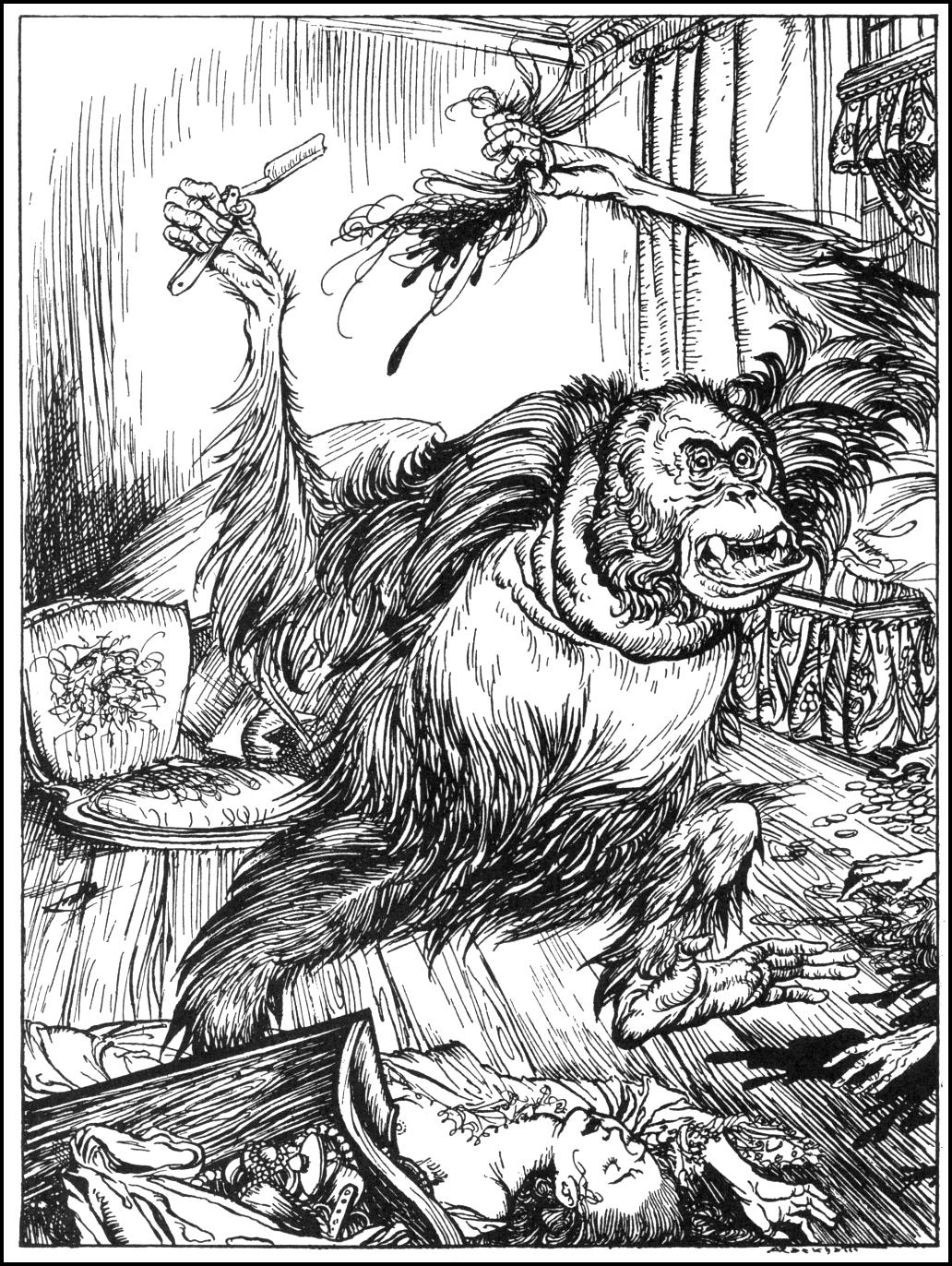
Morden på Rue Morgue

- Kung Louie från Disneys Djungelboken (trots att denna film utspelas i Indien, där det inte finns vilda orangutanger).
- Bibliotekarien från Terry Pratchetts böcker om Skivvärlden
- George från Daniel Martinezs roman Det jorden vill (2012)
- En orangutang är gärningsmannen i novellen Morden på Rue Morgue av Edgar Allan Poe.
- "Maurice" i filmen "Rise of the Planet of the Apes".
- Orangutangen "Orange Juice" i filmen "Life of Pi".
- Orangutangen "Clyde" i Clint Eastwoodfilmerna Den vilda fighten och Nu fightas vi igen.